# Edward Harbord (3e baron Suffield)
Edward Harbord, 3e baron Suffield (10 novembre 1781 - juillet 1835), est un homme politique radical britannique, militant anti-esclavagiste et réformateur pénitentiaire.

## Biographie
Il est le deuxième fils de Harbord Harbord (1er baron Suffield), et de Mary Assheton, fille de Ralph Assheton, troisième baronnet et frère cadet de William Harbord (2e baron Suffield). Il est élu au Parlement pour Great Yarmouth en 1806, poste qu'il occupe jusqu'en 1812. En 1819, il indigne sa famille en se déclarant "libéral" lors d'une réunion publique tenue à Norwich pour demander l'ouverture d'une enquête sur le massacre de Peterloo. En 1820, il est réélu à la Chambre des communes comme l'un des deux représentants de Shaftesbury. L'année suivante, il succède à son frère aîné dans la baronnie. Il est actif à la Chambre des lords pour les whigs, notamment en défendant l'abolition de la traite des esclaves.
Lord Suffield épouse d'abord Georgiana Vernon, fille de George Venables-Vernon (2e baron Vernon), en 1809. Après le décès de Lady Suffield en septembre 1824, Lord Suffield épouse en 1826 sa deuxième épouse, Emily Harriet Shirley, fille d'Evelyn Shirley. Lord Suffield meurt à son domicile de Londres, à Vernon House, à Park Place, à St James, en juillet 1835, à l'âge de 53 ans, après une chute de son cheval à Constitution Hill le 30 juin. Il est enterré à Gunton, dans le Norfolk. Il est remplacé par son fils de son premier mariage, Edward. Lady Suffield est décédée en janvier 1881 .